# Manījalān
Manījalān (persiska: مَنيجَلان, منیجلان) är en ort i Iran.   Den ligger i provinsen Kurdistan, i den nordvästra delen av landet, 500 km väster om huvudstaden Teheran. Manījalān ligger 1 533 meter över havet och antalet invånare är 571.
Terrängen runt Manījalān är huvudsakligen lite bergig. Manījalān ligger nere i en dal. Runt Manījalān är det ganska tätbefolkat, med 93 invånare per kvadratkilometer. Närmaste större samhälle är Bāneh, 18,2 km söder om Manījalān. Trakten runt Manījalān består i huvudsak av gräsmarker.